# Johan Coenraad Marcus
Johan Coenraad Marcus (Paramaribo, 14 december 1872 - aldaar?, ca. 1925?) was een Surinaams drukker en schrijver.
Joh.C. Marcus stamde uit een oud drukkersgeslacht, oudste broer van drukker en verzenschrijver A.W. Marcus. Hoogstwaarschijnlijk dreef hij de boekhandel (vermoedelijk ook algemeen magazijn), annex drukkerij en papierhandel Excelsior aan de Zwartenhovenbrugstraat in Paramaribo. In 1906 gaf hij de brochure Waardoor kan Suriname's lot worden verbeterd? uit, later volgden Het Modernisme, een vijand van den Christus, twee delen Ons Fundament, De getrouwheid van een hond, in 1913 Suriname's economische vooruitgang door eene in Augustus te houden tentoonstelling, beschouwingen die sterk aan leesbaarheid hebben ingeboet. Van 1906 tot 1910 fungeerde hij als redacteur-uitgever van Excelsior, christelijk vooruitstrevend tijdschrift voor Suriname; later gaf hij enkele andere blaadjes uit. Als president van de Algemeene Volksvereeniging en schrijver van de zich in Nederland afspelende roman Deugd en belooning of Hoogmoed komt voor den val (1910), betoonde hij zich een vooruitstrevend christen. In 1912 en 1913 werd zijn blijspel Het briefgeheim opgevoerd, naar een stuk van de Duitser Christian Thiele.